# Prix Rothschild
Pour les articles homonymes, voir Astarté (homonymie).
Groupe 1
Le prix Rothschild (anciennement prix Astarté) est une course hippique de plat, réservée aux juments et aux pouliches, se déroulant fin juillet - début août sur l'Hippodrome de Deauville. L'épreuve est disputée le premier jour du meeting de Deauville,,,,,,,,,.
La première édition remonte à 1929 et l'épreuve porte le nom d'Astarté, une déesse égyptienne. Elle est renommée prix Rothschild en 2008, en l'honneur de Guy de Rothschild, et se court sur les 1 600 mètres de la ligne droite. C'est une course de Groupe 1 depuis 2004.

## Palmarès depuis 2004
| Année | Vainqueur          | Âge | Pays        | Père            | Jockey                | Entraîneur             | Propriétaire               | Deuxième        | Troisième        | Temps   |
| ----- | ------------------ | --- | ----------- | --------------- | --------------------- | ---------------------- | -------------------------- | --------------- | ---------------- | ------- |
| 2025  | Fallen Angel       | 4   | Royaume-Uni | Too Darn Hot    | Daniel Tudhope        | Karl Burke             | Wathnan Racing             | January         | Start of Day     | 1'35"10 |
| 2024  | Mqse de Sévigné    | 5   | France      | Siyouni         | Alexis Pouchin        | André Fabre            | Édouard de Rothschild      | Excellent Truth | Rogue Millennium | 1'35"25 |
| 2023  | Mqse de Sévigné    | 4   | France      | Siyouni         | Alexis Pouchin        | André Fabre            | Édouard de Rothschild      | Life In Motion  | Sauterne         | 1'35"50 |
| 2022  | Saffron Beach      | 4   | Irlande     | New Bay         | William Buick         | Jane Chapple-Hyam      | Sangster, Wigan & Sangster | Tenebrism       | Goldistyle       | 1'36"45 |
| 2021  | Mother Earth       | 3   | Irlande     | Zoffany         | Ryan Moore            | Aidan O'Brien          | Coolmore                   | With You        | Obligate         | 1'35"81 |
| 2020  | Watch Me           | 4   | France      | Olympic Glory   | Pierre-Charles Boudot | Francis-Henri Graffard | A. Tamagni-Bodmer          | Crown Walk      | Rosa Imperial    | 1'34"05 |
| 2019  | Laurens            | 4   | Royaume-Uni | Siyouni         | P.-J. McDonald        | Karl Burke             | John Dance                 | Via Ravenna     | Siyoushake       | 1'36"71 |
| 2018  | With You           | 3   | France      | Dansili         | Aurélien Lemaître     | Freddy Head            | George Strawbridge         | Volta           | Steip Amach      | 1'36"52 |
| 2017  | Roly Poly          | 3   | Irlande     | War Front       | Ryan Moore            | Aidan O'Brien          | Coolmore                   | Ervedya         | Bawina           | 1'36"45 |
| 2016  | Qemah              | 3   | France      | Danehill Dancer | Grégory Benoist       | Jean-Claude Rouget     | Al Shaqab Racing           | Miss France     | Integral         | 1'38"09 |
| 2015  | Amazing Maria      | 4   | Royaume-Uni | Mastercraftsman | Olivier Peslier       | David O'Meara          | Robert Ogden               | Duntle          | Kenhope          | 1'34"72 |
| 2014  | Ésotérique         | 4   | France      | Danehill Dancer | P.-C. Boudot          | André Fabre            | Édouard de Rothschild      | Golden Lilac    | Mahoora          | 1'37"86 |
| 2013  | Elusive Kate       | 4   | Royaume-Uni | Elusive Quality | William Buick         | John Gosden            | Teruya Yoshida             | Sahpresa        | Timepiece        | 1'35"20 |
| 2012  | Elusive Kate       | 3   | Royaume-Uni | Elusive Quality | William Buick         | John Gosden            | Teruya Yoshida             | Music Show      | Elusive Wave     | 1'37"40 |
| 2011  | Goldikova          | 6   | France      | Anabaa          | Olivier Peslier       | Freddy Head            | Wertheimer & Frère         | Elusive Wave    | Proviso          | 1'34"30 |
| 2010  | Goldikova          | 5   | France      | Anabaa          | Olivier Peslier       | Freddy Head            | Wertheimer & Frère         | Darjina         | Natagora         | 1'37"50 |
| 2009  | Goldikova          | 4   | France      | Anabaa          | Olivier Peslier       | Freddy Head            | Wertheimer & Frère         | Missvinski      | Simply Perfect   | 1'35"70 |
| 2008  | Goldikova          | 3   | France      | Anabaa          | Olivier Peslier       | Freddy Head            | Wertheimer & Frère         | Impressionnante | Tie Black        | 1'37"50 |
| 2007  | Darjina            | 3   | France      | Zamindar        | Thierry Thulliez      | Alain de Royer-Dupré   | Princesse Zahra Aga Khan   | Shapira         | Gorella          | 1'37"10 |
| 2006  | Mandesha           | 3   | France      | Desert Style    | Christophe Soumillon  | Alain de Royer-Dupré   | Princesse Zahra Aga Khan   | Majestic Desert | Nebraska Tornado | 1'36"40 |
| 2005  | Divine Proportions | 3   | France      | Kingmambo       | Christophe Lemaire    | Pascal Bary            | Famille Niarchos           | Six Perfections | Marbye           | 1'39"90 |
| 2004  | Marbye             | 4   | Italie      | Marju           | Mirco Demuro          | Bruno Grizzetti        | Teruya Yoshida             | Dedication      | Proudwings       | 1'36"70 |